# 13-Pazardjik (circonscription électorale)
Pour les articles homonymes, voir Pazardjik.
La circonscription électorale 13-Pazardjik correspond à l'oblast du même nom et envoie 8 députés à l'Assemblée nationale de Bulgarie (9 avant 2023).

## Résultats électoraux

### Élections législatives de 2022
| Partis                 | Partis                                             | Voix    | %     | Sièges | +/-           | Élus (% valide au vote préférentiel)                                                   |
| ---------------------- | -------------------------------------------------- | ------- | ----- | ------ | ------------- | -------------------------------------------------------------------------------------- |
|                        | Coalition GERB-SDS                                 | 21 319  | 26,90 | 3      | 1             | Ekaterina Gecheva-Zaharieva (47,79%), Stefan Mirev (23,08%) et Dimitar Gechev (13,30%) |
|                        | Mouvement des droits et des libertés               | 14 621  | 18,45 | 2      | 1             | Nebie Kabak et Osman Muradov                                                           |
|                        | Nous continuons le changement                      | 12 221  | 15,42 | 2      | en stagnation | Ivaylo Shotev (74,89%) et Petar Kulenski (7,63%)                                       |
|                        | BSP pour la Bulgarie                               | 8 535   | 10,77 | 1      | en stagnation | Dragomir Stoïnev (66,27%)                                                              |
|                        | Renaissance                                        | 6 910   | 8,72  | 1      | en stagnation | Desislava Georgieva                                                                    |
|                        | Réveil bulgare                                     | 3 760   | 4,75  | 0      | Nv.           |                                                                                        |
|                        | Bulgarie démocratique                              | 2 643   | 3,34  | 0      | 1             |                                                                                        |
|                        | Il y a un tel peuple                               | 2 637   | 3,33  | 0      | 1             |                                                                                        |
|                        | Debout.BG ! Nous arrivons !                        | 765     | 0,97  | 0      | en stagnation |                                                                                        |
|                        | VMRO - Mouvement national bulgare                  | 637     | 0,80  | 0      | en stagnation |                                                                                        |
|                        | Bulgarie juste                                     | 359     | 0,45  | 0      | en stagnation |                                                                                        |
|                        | Mouvement des candidats indépendants               | 332     | 0,42  | 0      | en stagnation |                                                                                        |
|                        | Russophiles pour le renouveau de la patrie         | 280     | 0,35  | 0      | en stagnation |                                                                                        |
|                        | Union nationale Attaque                            | 254     | 0,32  | 0      | en stagnation |                                                                                        |
|                        | Union bulgare pour la démocratie directe           | 211     | 0,27  | 0      | en stagnation |                                                                                        |
|                        | Social-démocratie bulgare - EuroGauche             | 181     | 0,23  | 0      | en stagnation |                                                                                        |
|                        | Mouvement national - Unité                         | 159     | 0,20  | 0      | Nv.           |                                                                                        |
|                        | Coalition pour toi Bulgarie                        | 153     | 0,19  | 0      | en stagnation |                                                                                        |
|                        | Morale, Initiative et Patriotisme                  | 114     | 0,14  | 0      | en stagnation |                                                                                        |
|                        | Démocratie directe                                 | 113     | 0,14  | 0      | en stagnation |                                                                                        |
|                        | Voix du peuple                                     | 112     | 0,14  | 0      | en stagnation |                                                                                        |
|                        | Union conservatrice de la droite                   | 109     | 0,14  | 0      | en stagnation |                                                                                        |
|                        | La Bulgarie du travail et de l'intelligence        | 97      | 0,12  | 0      | en stagnation |                                                                                        |
|                        | Front national pour le salut de la Bulgarie        | 92      | 0,12  | 0      | en stagnation |                                                                                        |
|                        | Parti populaire - La Vérité et seulement la vérité | 85      | 0,11  | 0      | Nv.           |                                                                                        |
|                        | Union nationale bulgare - Nouvelle démocratie      | 69      | 0,09  | 0      | en stagnation |                                                                                        |
|                        | Unification nationale bulgare                      | 65      | 0,08  | 0      | en stagnation |                                                                                        |
|                        | Pravoto                                            | 47      | 0,06  | 0      | en stagnation |                                                                                        |
|                        | « Aucun de ces choix »                             | 2 361   | 2,98  | –      | –             | –                                                                                      |
|                        |                                                    |         |       |        |               |                                                                                        |
| Suffrages exprimés     | Suffrages exprimés                                 | 79 241  | 99,81 |        |               |                                                                                        |
| Votes nuls             | Votes nuls                                         | 154     | 0,19  |        |               |                                                                                        |
| Total                  | Total                                              | 79 395  | 100   | 9      | en stagnation | –                                                                                      |
| Abstentions            | Abstentions                                        | 156 820 | 66,39 |        |               |                                                                                        |
| Inscrits/Participation | Inscrits/Participation                             | 236 215 | 33,61 |        |               |                                                                                        |

### Élections législatives de 2023
| Partis                 | Partis                                                | Voix    | %     | Sièges | +/-           | Élus                                        |
| ---------------------- | ----------------------------------------------------- | ------- | ----- | ------ | ------------- | ------------------------------------------- |
|                        | Coalition GERB-SDS                                    | 22 984  | 28,59 | 2      | 1             | Ekaterina Gecheva-Zaharieva et Stefan Mirev |
|                        | Nous continuons le changement - Bulgarie démocratique | 13 770  | 17,13 | 2      | en stagnation | Petar Kulenski et Ivaylo Shotev             |
|                        | Mouvement des droits et des libertés                  | 13 588  | 16,90 | 2      | en stagnation | Nebie Kabak et Osman Muradov                |
|                        | Renaissance                                           | 10 385  | 12,92 | 1      | en stagnation | Stoyan Taslakov                             |
|                        | BSP pour la Bulgarie                                  | 8 491   | 10,56 | 1      | en stagnation | Dragomir Stoïnev                            |
|                        | Il y a un tel peuple                                  | 2 940   | 3,66  | 0      | en stagnation |                                             |
|                        | Réveil bulgare                                        | 2 204   | 2,74  | 0      | en stagnation |                                             |
|                        | La Gauche !                                           | 1 269   | 1,58  | 0      | en stagnation |                                             |
|                        | Bulgarie neutre                                       | 458     | 0,57  | 0      | en stagnation |                                             |
|                        | Parti populaire - La Vérité et seulement la vérité    | 253     | 0,31  | 0      | en stagnation |                                             |
|                        | Hors de l'UE et de l'OTAN                             | 172     | 0,21  | 0      | en stagnation |                                             |
|                        | Mouvement national pour la stabilité et le progrès    | 139     | 0,17  | 0      | en stagnation |                                             |
|                        | Union conservatrice de la droite                      | 130     | 0,16  | 0      | en stagnation |                                             |
|                        | Ensemble                                              | 129     | 0,16  | 0      | en stagnation |                                             |
|                        | Morale, Initiative et Patriotisme                     | 129     | 0,16  | 0      | en stagnation |                                             |
|                        | Voix du peuple                                        | 113     | 0,14  | 0      | en stagnation |                                             |
|                        | Social-démocratie bulgare - EuroGauche                | 86      | 0,11  | 0      | en stagnation |                                             |
|                        | Unification nationale bulgare                         | 60      | 0,07  | 0      | en stagnation |                                             |
|                        | Union bulgare pour la démocratie directe              | 57      | 0,07  | 0      | en stagnation |                                             |
|                        | Union nationale bulgare - Nouvelle démocratie         | 43      | 0,05  | 0      | en stagnation |                                             |
|                        | Parti socialiste - Voie bulgare                       | 17      | 0,02  | 0      | en stagnation |                                             |
|                        | « Aucun de ces choix »                                | 2 963   | 3,69  | –      | –             | –                                           |
|                        |                                                       |         |       |        |               |                                             |
| Suffrages exprimés     | Suffrages exprimés                                    | 80 380  | 97,91 |        |               |                                             |
| Votes nuls             | Votes nuls                                            | 1 983   | 2,09  |        |               |                                             |
| Total                  | Total                                                 | 82 093  | 100   | 8      | 1             | –                                           |
| Abstentions            | Abstentions                                           | 153 516 | 65,16 |        |               |                                             |
| Inscrits/Participation | Inscrits/Participation                                | 235 609 | 34,84 |        |               |                                             |